# Conde de Duparchy
Conde de Duparchy é um título nobiliárquico criado por D. Carlos I de Portugal, por Carta de 14 de Maio de 1891, em favor de Jean Alexis Dauphin Duparchy, antes 1.º Barão de Duparchy.
Titulares
1. Jean Alexis Dauphin Duparchy, 1.º Barão e 1.º Conde de Duparchy.